# Sibel Kekilli
Sibel Kekilli (sinh ngày 16 tháng 6 năm 1980) là một nữ diễn viên người Đức.